# Piaski (Kałków)
Piaski – część wsi Kałków w Polsce położona w województwie mazowieckim, w powiecie lipskim, w gminie Ciepielów.
W latach 1975–1998 Piaski administracyjnie należały do województwa radomskiego.